# 中山晶量
中山 晶量（なかやま てるかず、1999年2月8日 - ）は、徳島県徳島市出身のプロ野球選手（投手・育成選手）。右投右打。北海道日本ハムファイターズ所属。

## 経歴

### プロ入り前
徳島文理小3年時から野球を始める。生光学園中学時代には硬式野球部に入部していた。
鳴門高等学校に進学。1年夏から甲子園出場を果たし、3年連続甲子園出場を経験した。本来の投手だけではなく外野手としても出場し、3年夏の3回戦・盛岡大学附属高等学校との試合では2点本塁打を放ち、8強進出に大きく貢献した。同級生のエースには2019年NPBドラフト会議で日本ハムからドラフト1位指名された河野竜生（後にプロでチームメイトとなる）がいた。
明治大学に進学すると再び投手に専念。しかし、同大学の1学年上には森下暢仁、伊勢大夢、同級生には入江大生と好投手が揃う中で、度重なる故障にも悩まされ、東京六大学野球リーグでは、大学4年間で6イニング、1勝と目立った活躍をすることはできなかった。プロ志望届を大学野球連盟に提出するが、ドラフトではどの球団からも指名されずに指名漏れとなった。その後、プロ野球独立リーグに属する四国アイランドリーグplusの徳島インディゴソックスに入団。

### 四国IL・徳島時代
2021年は、肩の故障などがあり本来の投球ができずにいたものの、積極起用された。1年目のシーズンは14試合（2先発）に登板し、1完投1勝1敗、防御率4.10とまずまずの成績を残した。オフはプロに入ったつもりで必死に鍛え直したという。
2022年は、開幕投手に抜擢され、シーズン通して先発、中継ぎでフル回転した。シーズン成績は、22試合（9先発）に登板し、4勝4敗、防御率2.73と好成績を残した。シーズン終了後、2022年NPBドラフト会議で北海道日本ハムファイターズから育成選手ドラフト2位で指名され入団した。契約金は300万円、年俸は260万円で背番号は126。四国IL・徳島から日本ハムに指名されたのは2009年の荒張裕司以来となる。11月26日に行われた新入団選手発表会では「早期に支配下登録選手になり、一軍でプレーできるよう頑張ります。」と目標を語った。

### 日本ハム時代

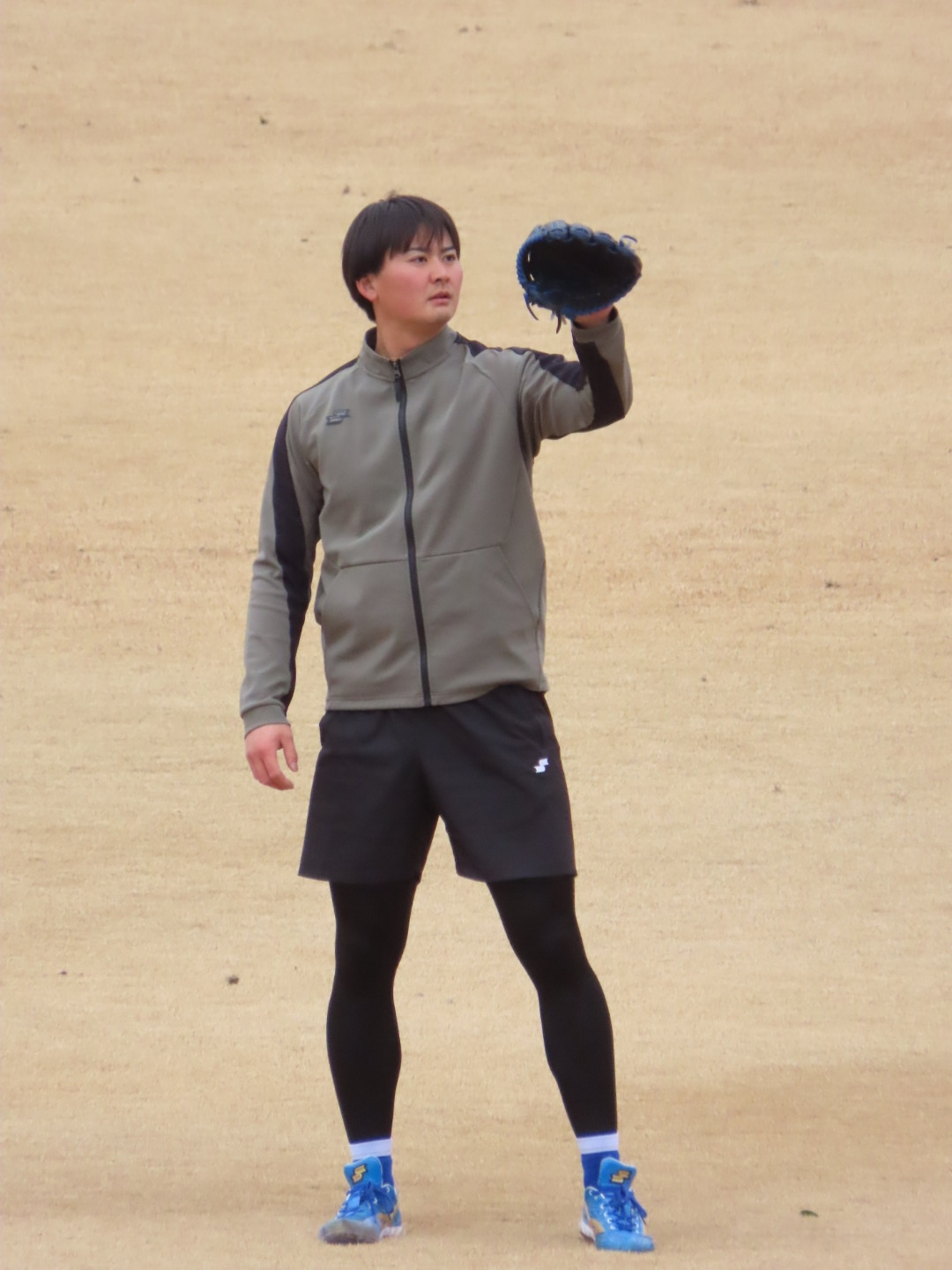
2023年1月22日ファイターズ鎌ヶ谷スタジアムにて

2023年はイースタン・リーグで13試合に登板。0勝1敗1セーブ、防御率3.68を記録した。
2024年はイースタン・リーグで20試合に登板し、6勝2敗、防御率3.18を記録した。

## 選手としての特徴
188cmの長身から投げ下ろす直球の最速は150km/hで、即戦力右腕として期待される。他にもフォークとカーブを投げている。特にフォークは140km/hを記録し、千賀滉大、佐々木朗希級の1000回転を切るくらいの物を投げている。元々、大学時代に縦スライダーを投げていたが、四国IL・徳島に入団してから使い始めたという。本人はスライダーの感覚で投げていると話していた。遠投110メートル。

## 詳細情報

### 独立リーグでの年度別投手成績[13]
| 年 度     | 球 団     | 登 板 | 先 発 | 完 投 | 完 封 | 無 四 球 | 勝 利 | 敗 戦 | セ 丨 ブ | ホ 丨 ル ド | 勝 率 | 打 者 | 投 球 回 | 被 安 打 | 被 本 塁 打 | 与 四 球 | 敬 遠 | 与 死 球 | 奪 三 振 | 暴 投 | ボ 丨 ク | 失 点 | 自 責 点 | 防 御 率 | W H I P |
| --------- | --------- | ----- | ----- | ----- | ----- | -------- | ----- | ----- | -------- | ----------- | ----- | ----- | -------- | -------- | ----------- | -------- | ----- | -------- | -------- | ----- | -------- | ----- | -------- | -------- | ------- |
| 2021      | 徳島      | 14    | 2     | 1     | 0     | 0        | 1     | 1     | 0        | 2           | .500  | 116   | 26.1     | 27       | 1           | 7        | -     | 3        | 22       | 5     | 0        | 13    | 12       | 4.10     | 1.29    |
| 2022      | 徳島      | 22    | 9     | 0     | 0     | 0        | 4     | 4     | 3        | 7           | .500  | 273   | 69.1     | 45       | 1           | 14       | -     | 4        | 67       | 5     | 0        | 24    | 21       | 2.73     | 0.85    |
| 通算：2年 | 通算：2年 | 36    | 11    | 1     | 0     | 0        | 5     | 5     | 3        | 9           | .500  | 389   | 95.2     | 72       | 2           | 21       | -     | 7        | 89       | 10    | 0        | 37    | 33       | 3.41     | 1.07    |

- 2022年度シーズン終了時

### 背番号
- 11（2021年 - 2022年）
- 126（2023年[5] - ）